# Catherine Lacey (scrittrice)
Catherine Lacey (Tupelo, 9 aprile 1985) è una scrittrice statunitense.

## Biografia
Nata a Tupelo il 9 aprile 1985, ha conseguito un Master of Fine Arts in saggistica creativa alla Columbia University.
Ha esordito nella narrativa nel 2014 con il romanzo Nessuno scompare davvero, selezionato tra i migliori libri dell'anno secondo il New Yorker.
In seguito ha pubblicato altri tre romanzi, una raccolta di racconti e un saggio e suoi interventi sono apparsi in riviste quali Granta e Harper's Magazine.

## Opere

### Romanzi
- Nessuno scompare davvero (Nobody Is Ever Missing, 2014), Roma, Sur, 2016 traduzione di Teresa Ciuffoletti ISBN 978-88-6998-008-4.
- Le risposte (The Answers, 2017), Roma, Sur, 2018 traduzione di Teresa Ciuffoletti ISBN 978-88-6998-109-8.
- A me puoi dirlo (Pew, 2020), Roma, Sur, 2020 traduzione di Teresa Ciuffoletti ISBN 978-88-6998-197-5.
- Biografia di X (Biography of X, 2023), Roma, Sur, 2024 traduzione di Teresa Ciuffoletti ISBN 978-88-6998-396-2.

### Raccolte di racconti
- Certain American States (2018)

### Saggi
- The Art of the Affair: An Illustrated History of Love, Sex, and Artistic Influence (2017)

## Premi e riconoscimenti

### Vincitrice
Premi Whiting
- 2016 nella sezione "Narrativa"[7]

Guggenheim Fellowship
- 2019[8]